# 한현희
한현희(韓賢熙, 1993년 6월 25일 ~ )는 KBO 리그 롯데 자이언츠의 투수이다.

## 아마추어 시절
경남고등학교의 에이스였다. 노히트노런을 기록하는 등 38이닝 63탈삼진, 방어율 0을 기록하며 고교 시절은 그의 상대가 없을 정도로 압도적이었다. 고 3때 170이닝 210탈삼진, 10볼넷으로 즉전감이라는 평가를 받았다. 청소년 대표 에이스로도 활동했으며 고등학생인데도 불구하고 사이드암으로 148km/h 뱀직구를 던졌다. 부산고 에이스였던 이민호와는 친구 사이이자 라이벌로 성적은 그가 훨씬 좋았지만 사이드암의 한계를 극복하지 못하고 우선 지명으로 못 뽑혔다. 고등학교 때 너무 많이 던진 탓에 혹사를 우려하는 사람들이 많았고 한화 이글스에서는 내야수가 필요해 사이드암 투수의 성공 사례가 없다는 점을 들어 하주석을 1라운드 1순위로 지명했다. 2012년 신인 드래프트에서 전체 1라운드 2순위로 지명받고 계약금 2억 3,000만원의 조건으로 넥센 히어로즈에 입단했다.

## 넥센 히어로즈&키움 히어로즈시절

### 2012 시즌
시범 경기 때부터 엄청난 호투를 하며 류중일에게 신인왕 1순위라는 찬사를 받았다. 시즌 전 신인왕 후보 설문 조사에서 1순위로 뽑히며 주목받았다. 4월 7일 두산 베어스와의 개막전 경기에서 구원 등판해 2탈삼진, 1사사구, 무피안타로 경기를 마무리했다. 최고 구속 152km/h로 김동주, 최준석을 삼진 처리하며 엄청난 스포트라이트를 받으며 입문했다. 그러나 4월 8일 경기에서는 구원 등판해 2타자를 범타 처리하며 막아냈지만 8회에 아웃 카운트 한 개를 잡는 동안 4피안타를 허용해 승계 주자를 모두 남기고 당시 마무리 투수였던 손승락과 교체됐다. 손승락이 최준석에게 싹쓸이 3루타를 맞으면서 책임 주자를 모두 실점으로 허용하고 패전 투수가 됐다. 그 이후에는 안정된 모습을 보여주며 팀 불펜의 희망이 됐다. 6월 22일 삼성 라이온즈와의 경기에서 데뷔 첫 선발 등판했다. 최고 구속 151km/h를 기록했고, 슬라이더, 슬로우 커브 등을 던지며 5이닝 1실점을 기록했다. 그 이후에도 선발로 나와 호투를 기록했다. 하지만 그 후 불펜이 약한 팀 사정상 필승조로 활동했으며 2군 포함 첫 시즌에 무려 97이닝을 던졌다. 고교 시절 최고 구속보다 5km/h나 오르며 첫 해에 최고 구속 153km/h을 기록하는 등 강력한 뱀직구와 슬라이더, 써클 체인지업으로 신인답지 않은 성적을 거뒀다.

### 2013 시즌
염경엽이 새 감독으로 선임되며 5선발 후보에 올랐지만 필승 계투조로 발탁됐다. 개막전인 3월 30일 KIA 타이거즈전에 구원 등판해 나지완에게 투런 홈런을 허용했다. 개막전 이후 7월까지 쭉 2점대 방어율, WHIP 1.06을 기록했지만 전반기에 너무 많은 공을 던졌고 후반기 체력 저하로 방어율이 3점대까지 올랐다. 선발진이 약한 팀 사정상 지고 있는 상황에서도 계속 등판했다. 이동현, 안지만과의 홀드왕 경쟁에서 승리해 KBO 리그 역대 최연소 홀드왕이 됐다. 손승락과 함께 팀의 철벽 불펜으로 활약했다. 팀 내에서 5승 이상을 거둔  투수들 중 유일하게 무패를 기록했고, 2011년 정우람에 이어 무패 홀드왕을 수상했다.
팀이 두산 베어스에게 패해 플레이오프 진출에 실패했지만 준플레이오프 5경기에 모두 등판해 9이닝 2피안타, 무실점을 기록했다.

### 2014 시즌
극심한 타고투저 시즌임에도 불구하고 전년도에 이어 2년 연속 홀드왕에 올랐으며 불펜 투수로 팀 내 1년 후배인 조상우에 밀려 근소한 차이로 WAR 2위를 기록했다. 9개 구단 감독, 선수들이 뽑은 최고의 중간 계투도 조상우에게 밀렸다. 아시안게임에도 발탁돼 불펜으로 활약하며 한국의 금메달 획득에 크게 기여했다.

### 2015 시즌
시즌 초반에 선발로 전환해 9승을 기록했지만, 중반 쯤엔 불펜 강화 때문에 다시 중간 계투로 복귀했다.
구원으로 2승을 더 추가해 이현승 이후 오랜만에 팀 내 국내 투수로서 두 자릿수 승을 달성했다.
시즌 후 팔꿈치 인대 접합 수술을 받아 2016년에는 시즌 아웃됐고, 재활에 전념했다.

### 2017 시즌
빠른 재활 속도를 보이며 개막전에 합류할 것으로 예상됐으나 완전한 몸 상태를 만들기 위해 4월로 복귀가 미뤄졌다. 그런데 생각보다 상태가 많이 좋아져 개막 엔트리에 이름을 올렸고, 4월 1일 LG전에서 복귀해 1이닝 무실점으로 안정적인 모습을 보였다. 4월 8일 두산전에서 롱 릴리프로 등판해 4이닝 1실점으로 시즌 첫 승리 투수가 됐다.

### 2018 시즌
9월 23일 SK전에서 홀드왕 출신 최초로 선발 두 자릿수 승을 기록했다.

### 2019 시즌
필승조를 맡아 30홀드, 3점대 평균자책점, 최연소 세 자릿수 홀드를 기록했다. 컨디션이 좋을 때는 시속 150km/h 이상의 직구로 상대를 압도했지만, 그렇지 않을 때는 많은 볼넷, 안타, 홈런을 허용했다. WBSC 프리미어 12 엔트리에 선발됐으나 한국시리즈에서의 부진으로 인해 명단에서 빠지고 이승호로 대체됐다.

## 롯데 자이언츠시절
2023년 1월 17일 계약 기간 3+1년, 계약금 3억, 보장 연봉 15억(최대 37억) 등 총액 40억원에 FA 계약을 체결하며 이적하였다.

## 트리비아
- 사이드암 투수임에도 불구하고 140km/h 후반~150km/h 초반의 강속구를 구사한다. 공식적인 최고 구속은 153km/h이다.
- 이승엽의 은퇴 경기에 상대 선발 투수로 등판해 이승엽의 통산 마지막 홈런을 허용한 투수이다.

## 에피소드
- 당시 넥센 히어로즈의 구단주였던 이장석에 따르면 팀의 전 감독이었던 김시진이 즉시 전력감인 대졸 선수를 바라면서 박지훈을 뽑자고 권유했는데 이장석이 적극 반대하며 "고교 무대를 씹어먹은 선수는 뭔가 다른 게 있다"며 전권으로 지명했다고 한다.

## 등번호
- '63' (2012년~2017년, 2021년~2022년 / 넥센 히어로즈)
- '1' (2017년~2020년 / 넥센 히어로즈, 키움 히어로즈 & 2024년~ / 롯데 자이언츠)
- '16' (2023년~ / 롯데 자이언츠)

## 출신 학교
- 동삼초등학교
- 경남중학교
- 경남고등학교

## 수상
- 2011년 아마야구 드래프트 최대어 투수, 아마 야구 MVP 및 대상

## 국가대표 경력
- 2011년 아시아 청소년 야구 선수권 대회
- 2014년 아시안 게임

## 통산 기록
| 연도 | 팀명   | 평균자책점 | 경기 | 완투 | 완봉 | 승 | 패 | 세 | 홀  | 승률  | 타자 | 이닝  | 피안타 | 피홈런 | 볼넷 | 사구 | 탈삼진 | 실점 | 자책점 |
| ---- | ------ | ---------- | ---- | ---- | ---- | -- | -- | -- | --- | ----- | ---- | ----- | ------ | ------ | ---- | ---- | ------ | ---- | ------ |
| 2012 | 넥센   | 3.12       | 43   | 0    | 0    | 3  | 4  | 0  | 7   | 0.429 | 281  | 69⅓   | 54     | 4      | 22   | 11   | 54     | 26   | 24     |
| 2013 | 넥센   | 3.21       | 69   | 0    | 0    | 5  | 0  | 1  | 27  | 1.000 | 287  | 67⅓   | 64     | 7      | 25   | 8    | 56     | 27   | 24     |
| 2014 | 넥센   | 3.20       | 66   | 0    | 0    | 4  | 2  | 2  | 31  | 0.667 | 342  | 67⅓   | 75     | 6      | 31   | 4    | 83     | 30   | 28     |
| 2015 | 넥센   | 4.82       | 45   | 0    | 0    | 11 | 4  | 0  | 10  | 0.733 | 542  | 123⅓  | 126    | 14     | 41   | 13   | 122    | 70   | 66     |
| 2017 | 넥센   | 4.47       | 38   | 0    | 0    | 5  | 6  | 5  | 5   | 0.455 | 457  | 106⅔  | 105    | 14     | 17   | 17   | 79     | 61   | 53     |
| 2018 | 넥센   | 4.79       | 30   | 0    | 0    | 11 | 7  | 0  | 0   | 0.611 | 756  | 169   | 208    | 22     | 49   | 20   | 105    | 98   | 90     |
| 2019 | 키움   | 3.41       | 61   | 0    | 0    | 7  | 5  | 0  | 24  | 0.583 | 251  | 58    | 50     | 1      | 20   | 7    | 49     | 26   | 22     |
| 2020 | 키움   | 4.98       | 25   | 0    | 0    | 7  | 9  | 0  | 0   | 0.438 | 587  | 135⅔  | 141    | 10     | 37   | 14   | 109    | 77   | 75     |
| 2021 | 키움   | 3.89       | 18   | 0    | 0    | 6  | 2  | 0  | 1   | 0.750 | 372  | 85⅔   | 86     | 4      | 30   | 6    | 61     | 42   | 37     |
| 2022 | 키움   | 4.75       | 21   | 0    | 0    | 6  | 4  | 0  | 0   | 0.600 | 346  | 77⅔   | 83     | 9      | 24   | 8    | 59     | 44   | 41     |
| 2023 | 롯데   | 5.54       | 38   | 0    | 0    | 6  | 12 | 0  | 3   | 0.333 | 476  | 104   | 123    | 11     | 44   | 11   | 74     | 69   | 63     |
| 2024 | 롯데   | 5.19       | 57   | 0    | 0    | 5  | 3  | 0  | 8   | 0.625 | 342  | 76⅓   | 92     | 7      | 24   | 10   | 70     | 45   | 44     |
| 통산 | 12시즌 | 4.43       | 511  | 0    | 0    | 76 | 58 | 8  | 116 | 0.567 | 5039 | 1511⅔ | 1207   | 109    | 364  | 129  | 921    | 615  | 567    |

- 빨간 글씨는 한국 프로야구 역사상 최고 기록
- 굵은 글씨는 해당 시즌 최고 기록